# Chiroiu-Satu Nou, Ialomița
Chiroiu-Satu Nou este un sat în comuna Drăgoești din județul Ialomița, Muntenia, România.